# Асос
Асос, известен също като Бехрамкале или накратко Бехрам, е малък град с богато историческо наследство в околия Айваджък във вилает Чанаккале, Турция. По времето на Плиний Стари (I век) градът носи името Аполония.
След като напуска Платоновата академия в Атина, Аристотел, съпроводен от Ксенократ, отива в Асос, където е приет от цар Хермий и отваря академия в този град. Аристотел се жени за Пития, осиновената дъщеря на Хермий. В Академията на Асос Аристотел ръководи група философи и заедно с тях прави новаторски наблюдения в областите на зоологията и биологията. Когато персите нападат Асос, цар Хермий е заловен и убит, а Аристотел бяга в Македония, която по това време се управлява от неговия приятел Филип II Македонски. Там той обучава сина на Филип, бъдещия Александър Велики. Днес на входа на града има съвременна статуя на Аристотел.
В „Делата на апостолите“ се съобщава за посещенията на евангелистът Лука и Апостол Павел в Асос (20:13 – 14).
Асос е крайбрежно селище на брега на Егейско море, разположено сред древни руини. От 2017 г. Асос е включен в Предварителния списък на обектите на световното природно и културно наследство на ЮНЕСКО в Турция.

## География
Въпреки че градът е официално наречен Бехрамкале, повечето хора все още го наричат с древното му име Асос. Намира се в южната част на полуостров Бига, който също е по-известен с древното си име Троада. Асос е разположен на брега на Адрамитския залив.
Голяма част от околността се вижда от древния храм на Атина, построен върху скала от трахит. Гледката от този храм в ясен ден се простира до близкия остров Лесбос на юг, Пергам на югоизток и планината Ида във Фригия на изток. На север тече река Тузла. На северозапад две масивни елински колони все още маркират портата към града.
Асос има единственото добро пристанище в учатък от 80 km на северното крайбрежие на Адрамитския залив. В исторически план това го прави ключова корабоплавателна станция на Троада.

## История
Градът е основан между 1000 и 900 години пр.н.е. от еолийски колонисти от Лесбос, за които се твърди, че идват от Метимна и се възползват от благоприятния релеф на бреговата ивица. През 530 г. в горната част на скалистия бряг заселниците построяват дорийски храм на Атина. От този храм Хермий от Атарней, ученик на Платон, управлява Асос, Троада и Лесбос за период от време, при който градът преживява най-големия си просперитет. При неговото управление той насърчава редица философи да се установят в града. През 348 г.пр.н.е. в Асос е поканен Аристотел, където той се жени за племенницата на цар Хермий, Пития, преди да замине за Лесбос три години по-късно през 345 г. пр.н.е. Този „златен период“ на Асос приключва няколко години по-късно, когато персите нахлуват в града, залавят и измъчват Хермий до смърт.
През 334 г. пр.н.е. персите са прогонени от Александър Велики. Между 241 и 133 пр.н.е. градът е управляван от царете на Пергам, но през 133 г. пр.н.е. те губят контрола над града, който става част от Римската империя.
Според християнската традиция евангелистът Лука и неговите сподвижници се срещат в Асос със св. Павел, посетил града на път за Митилена на остров Лесбос по време на третото си мисионерско пътешествие през Мала Азия около 53 – 57 г. сл.н.е.
От този период нататък Асос намалява до малко селище, както е останало и досега.
Стълбовете от древното пристанище лежат в пристанището повече от хилядолетие, а в крайна сметка вероятно са продадени.
В началото на 1900 г. е направен опит за преместване на съдържанието на храма на Атина. Голяма част от изкуството е пренесено в музеи като Лувъра. Намереното изкуство включва снимки както на митични същества и събития.
През 2018 г. археолозите откриха елинистичен невредим семеен гроб с името „Aristios“, изписано на него. Гробът е принадлежал на 21-членно семейство, един от чиито членове е погребан с трупополагане, докато останалите 20 са кремирани и пепелта им е поставена в погребални урни.

## Съвремие
Днес много от старите сгради на Асос са в руини, но Бехрамкале все още е активно пристанище на Троадата. В акропола на 238 м над морското равнище са останките от храма на Атина от дорийски стил с шест от оригиналните 38 колони, но с 32 запазени оригинални капитела, по които археолозите съдят за оригиналната архитектура и строителство на храма. Западно от акропола се намира добре запазената градска стена и главна порта с 14 m високи кули. Древен павиран път води на североизток през портата до руините на голям гимназион, агора и булевтерион от II век пр.н.е. На юг към морския бряг се намира амфитеатър, построен за 5000 зрители.
Надолу по стръмнината към морето на малък каменист плаж е разположен квартал İskele (което означава „кей“), в който има стари каменни къщи, служещи като ханове, пансиони и ресторанти.
През 2018 г. археолозите откриват много стригили – железни и изработени от бронз.
2200-годишна лъвска скулптура от елинистическия период и 1500-годишна каменна пещ, датираща от византийския период, също са разкрити от археолозите в Асос, Турция. Според професор Нуретин Арслан статуята е била открита сред останките от постройка, вероятно служила като хан през целия този период, а една от находките от византийския период съдържа готварска печка с три гърнета.